# Ciclismo ai Giochi della II Olimpiade - Velocità
La gara di velocità dei Giochi della II Olimpiade fu uno degli eventi di ciclismo dei secondi Giochi olimpici moderni, tenutosi a Parigi, in Francia, l'11 settembre e il 13 settembre 1900. La gara consisteva in una corsa di 2000 metri su pista.

## Risultati

### Primo turno
Nel primo turno ci furono nove batterie in cui i primi tre avanzarono ai quarti.
Batteria 1
| Pos. | Atleta             | Tempo       |
| ---- | ------------------ | ----------- |
| 1    | Louis Hildebrand   | 1'34"2      |
| 2    | Giacomo Stratta    | sconosciuto |
| 3    | Ferdinand Vasserot | sconosciuto |
| 4-8  | Dubois             | sconosciuto |
| 4-8  | Dubourdien         | sconosciuto |
| 4-8  | L. Dumont          | sconosciuto |
| 4-8  | František Hirsch   | sconosciuto |
| 4-8  | Pouget             | sconosciuto |

Batteria 2
| Pos. | Atleta          | Tempo       |
| ---- | --------------- | ----------- |
| 1    | Cayron          | 1'34"2      |
| 2    | Coindre         | sconosciuto |
| 3    | Auguste Daumain | sconosciuto |
| 4-8  | Bouinois        | sconosciuto |
| 4-8  | Carlo Buni      | sconosciuto |
| 4-8  | Saignier        | sconosciuto |
| 4-8  | Vadblad         | sconosciuto |
| 4-8  | Vianzino        | sconosciuto |

Batteria 3
| Pos. | Atleta       | Tempo       |
| ---- | ------------ | ----------- |
| 1    | Paul Gottron | 1'32"4      |
| 2    | Fernand Sanz | sconosciuto |
| 3    | Rosso        | sconosciuto |
| 4-8  | Amberger     | sconosciuto |
| 4-8  | L. Boyer     | sconosciuto |
| 4-8  | Neursuth     | sconosciuto |
| 4-8  | A. Roger     | sconosciuto |
| 4-8  | Ruez         | sconosciuto |

Batteria 4
| Pos. | Atleta          | Tempo       |
| ---- | --------------- | ----------- |
| 1    | Legrain         | 1'30"4      |
| 2    | Enrico Brusoni  | sconosciuto |
| 3    | Fras            | sconosciuto |
| 4-8  | Omer Beaugendre | sconosciuto |
| 4-8  | Coisy           | sconosciuto |
| 4-8  | Franzen         | sconosciuto |
| 4-8  | Pichard         | sconosciuto |
| 4-8  | L. Saunière     | sconosciuto |

Batteria 5
| Pos. | Atleta      | Tempo       |
| ---- | ----------- | ----------- |
| 1    | Maissonave  | 1'35"8      |
| 2    | Will Davis  | sconosciuto |
| 3    | Chaput      | sconosciuto |
| 4-8  | F. Boulmant | sconosciuto |
| 4-8  | Drescher    | sconosciuto |
| 4-8  | Guillot     | sconosciuto |
| 4-8  | Lohner      | sconosciuto |
| 4-8  | Longchamp   | sconosciuto |

Batteria 6
| Pos. | Atleta          | Tempo       |
| ---- | --------------- | ----------- |
| 1    | John Henry Lake | 1'35"8      |
| 2    | Espeit          | sconosciuto |
| 3    | Bullier         | sconosciuto |
| 4-8  | Bérard          | sconosciuto |
| 4-8  | Bertrand        | sconosciuto |
| 4-8  | Chalupa         | sconosciuto |
| 4-8  | Droetti         | sconosciuto |
| 4-8  | Stertz          | sconosciuto |

Batteria 7
| Pos. | Atleta             | Tempo       |
| ---- | ------------------ | ----------- |
| 1    | Albert Taillandier | 1'36"8      |
| 2    | Dohis              | sconosciuto |
| 3    | Germain            | sconosciuto |
| 4-7  | Augoyat            | sconosciuto |
| 4-7  | Bessing            | sconosciuto |
| 4-7  | Luigi Colombo      | sconosciuto |
| 4-7  | Monniot            | sconosciuto |

Batteria 8
| Pos. | Atleta       | Tempo       |
| ---- | ------------ | ----------- |
| 1    | Karl Duill   | 1'35"4      |
| 2    | F. Ponscarme | sconosciuto |
| 3    | Thomann      | sconosciuto |
| 4-6  | Maibaum      | sconosciuto |
| 4-6  | Pilton       | sconosciuto |
| 4-6  | Terrier      | sconosciuto |
|      | Porcher      | DSQ         |

Batteria 9
| Pos. | Atleta           | Tempo       |
| ---- | ---------------- | ----------- |
| 1    | Antonio Restelli | 1'37"6      |
| 2    | Vincent          | sconosciuto |
| 3    | J. Mallet        | sconosciuto |
| 4-5  | Caillet          | sconosciuto |
| 4-5  | Mossmann         | sconosciuto |
| -    | P. Hubault       | DNF         |
| -    | Wick             | DNF         |

### Quarti
Ci furono 9 quarti in cui i primi si qualificarono per le semifinali.
Quarto 1
| Pos. | Atleta          | Tempo       |
| ---- | --------------- | ----------- |
| 1    | John Henry Lake | 2'02"0      |
| 2    | Giacomo Stratta | sconosciuto |
| 3    | Chaput          | sconosciuto |

Quarto 2
| Pos. | Atleta       | Tempo       |
| ---- | ------------ | ----------- |
| 1    | Fernand Sanz | 2'00"0      |
| 2    | Bullier      | sconosciuto |
| 3    | Rosso        | sconosciuto |

Quarto 3
| Pos. | Atleta     | Tempo       |
| ---- | ---------- | ----------- |
| 1    | Coindre    | 1'50"0      |
| 2    | Karl Duill | sconosciuto |
| 3    | Germain    | sconosciuto |

Quarto 4
| Pos. | Atleta           | Tempo       |
| ---- | ---------------- | ----------- |
| 1    | Antonio Restelli | 1'52"4      |
| 2    | Louis Hildebrand | sconosciuto |
| 3    | Daumain          | sconosciuto |

Quarto 5
| Pos. | Atleta             | Tempo       |
| ---- | ------------------ | ----------- |
| 1    | Albert Taillandier | 2'00"6      |
| 2    | Vincent            | sconosciuto |
| 3    | Thomann            | sconosciuto |

Quarto 6
| Pos. | Atleta               | Tempo       |
| ---- | -------------------- | ----------- |
| 1    | J. Mallet            | 2'45"0      |
| 2    | Enrico Maria Brusoni | sconosciuto |
| 3    | Fras                 | sconosciuto |

Quarto 7
| Pos. | Atleta       | Tempo       |
| ---- | ------------ | ----------- |
| 1    | Maissonnave  | 1'49"2      |
| 2    | F. Ponscarme | sconosciuto |
| 3    | Espeit       | sconosciuto |

Quarto 8
| Pos. | Atleta             | Tempo       |
| ---- | ------------------ | ----------- |
| 1    | Ferdinand Vasserot | 2'21"6      |
| 2    | Dohis              | sconosciuto |
| 3    | Will Davis         | sconosciuto |

Quarto 9
| Pos. | Atleta       | Tempo       |
| ---- | ------------ | ----------- |
| 1    | Legrain      | 2'57"4      |
| 2    | Paul Gottron | sconosciuto |
| 3    | Cayron       | sconosciuto |

### Semifinali
Ci furono tre semifinali in cui i primi si qualificarono per la finale.
Semifinale 1
| Pos. | Atleta             | Tempo       |
| ---- | ------------------ | ----------- |
| 1    | John Henry Lake    | 2'09"6      |
| 2    | Ferdinand Vasserot | sconosciuto |
| 3    | Maissonnave        | sconosciuto |

Semifinale 2
| Pos. | Atleta           | Tempo       |
| ---- | ---------------- | ----------- |
| 1    | Fernand Sanz     | 2'46"6      |
| 2    | Antonio Restelli | sconosciuto |
| 3    | Coindre          | sconosciuto |

Semifinale 3
| Pos. | Atleta             | Tempo       |
| ---- | ------------------ | ----------- |
| 1    | Albert Taillandier | 2'42"6      |
| 2    | Legrain            | sconosciuto |
| 3    | J. Mallet          | sconosciuto |

### Finale
| Pos. | Atleta             | Tempo       |
| ---- | ------------------ | ----------- |
| 1    | Albert Taillandier | 2'52"0      |
| 2    | Fernand Sanz       | sconosciuto |
| 3    | John Henry Lake    | sconosciuto |